# En Unión y Libertad
У союзі і свободі (ісп. En Unión y Libertad) — національний девіз Аргентини. Прийнятий в 1813 під час війни Сполучених провінцій Південної Америки з Іспанською імперією. Девіз розташований державному гербі країни, і навіть на монетах країни.
Сенс висловлювання полягає в тому, що держава прагне республіканських ідеалів: єдності нації, забезпечення рівності громадян перед законом, соціальної відповідальності.